# Andrzej Straszyński
Andrzej Straszyński (* 29. September 1944 in Piastów) ist ein polnischer Dirigent.
Straszyński studierte an der Musikakademie Warschau Violine bei Irena Dubiska und Dirigieren bei Stanisław Wisłocki. Seit dem Ende der Ausbildung ist er Dirigent an der Opernbühne des Teatr Wielki, von 1991 bis 1994 war er auch deren künstlerischer Leiter. Zu den Werken, die er hier aufführte, zählen Lucia di Lammermoor von Gaetano Donizetti, Macbeth und Nabucco von Giuseppe Verdi, La Bohème von Giacomo Puccini, Manru von Ignacy Jan Paderewski, I Capuleti e i Montecchi von Vincenzo Bellini, Der Barbier von Sevilla von Gioachino Rossini, Salome von Richard Strauss, Paradise Lost von Krzysztof Penderecki und Faust von Charles Gounod.
Er dirigierte außerdem an den Opernhäusern von Krakau, Łódź sowie Posen und leitete 2005 an der Opera Nova in Bydgoszcz eine Aufführung von Léo Delibes Lakmé. Unter seiner Leitung traten Sänger wie Irina Archipowa, Katia Ricciarelli, Stefania Toczyska, Lucia Valentini Terrani, Teresa Żylis-Gara, Placido Domingo, Nicolai Gedda, Leo Nucci, Ruggero Raimondi und Martti Talvela auf.
Als Dirigent von Sinfonieorchestern trat Straszyński unter anderem in Brüssel, Genf, Kopenhagen, Luxemburg, Paris, Peking, St. Petersburg, Rom, Seoul, Tokio, Wien, Buenos Aires, Bukarest, Montevideo und Salzburg auf und begleitete Solisten wie Peter Donohoe, Jean Fournier, Benedetto Lupo, Mischa Maisky, Garrick Ohlsson und Grigori Sokolow. Auf dem Gebiet des Ballett arbeitete er unter anderem mit den Choreographen Maurice Béjart, Walentin Jelizariew, Teresa Kujawa, Hans van Manen und Yuriko zusammen.

## Auszeichnungen
2013 wurde Straszyński mit der Goldenen Gloria-Artis-Medaille für kulturelle Verdienste ausgezeichnet.